# 小行星8684
小行星8684（英語：8684 Reichwein）是一颗围绕太阳公转的小行星。1992年3月30日，佛蒙特·伯根在陶腾堡发现了此天体。
这颗小行星的绝对星等为203.85406等。